# Al-Ittihad Gedda
L' Al-Ittihad Gedda è una società di basket con sede nella città di Gedda, città portuale sul Mar Rosso in Arabia Saudita, la squadra compete nella massima categoria nazionale, la Saudi Basketball League. La squadra è  una delle più importanti, popolari e vincenti nella storia del basket saudita, avendo vinto per sedici volte il titolo nazionale ed essendo l'unica squadra del paese ad aver vinto il massimo trofeo continentale asiatico, la FIBA Asia Champions Cup.

## Storia
La squadra è parte della polisportiva dell'Ittihād Football Club, fondata nel 1927 da alcuni giovani della città di Gedda che decisero di riunirsi per discutere sulla possibile nascita di una società calcistica nella loro città, dando vita all' Ittihad, che si traduce letteralmente con il termine "Unità". 
A metà degli anni settanta, la crescita esponenziale del prezzo del petrolio permise al governo dell'Arabia Saudita, prima esportatrice mondiale di oro nero, di investire, tra l'altro, sullo sport. Venne formata la "Presidenza generale sulle politiche giovanili": le squadre di calcio esistenti vennero poste sotto il suo controllo, e molte di esse divennero polisportive. Anche l'Al-Ittihad seguì questa strada portando così all'effettiva nascita della sezione di pallacanestro.
Nella stagione 1995-1996 la squadra per la prima volta nella sua storia vince la Saudi Basketball League e da quella stagione in poi inaugura un periodo di totale dominio sul massimo campionato emiratino, andando a vincere 16 delle successive 22 edizioni del campionato; l'ultimo successo nella Saudi Basketball League arrivò nella stagione 2016-2017, dopo che la squadra si impose per 79 a 76 sull'Al-Nassr nella finalissima.
Le Tigri oltre ad un numero elevato di successi in patria, possono vantare nel loro palmarès diversi successi ottenuti in campo internazionale tra gli anni novanta ed i primi anni del duemila; la società si è laureata per ben cinque volte campione della Coppa dei Campioni del Golfo, riuscendo fra la stagione 1997 e quella 2000 a mantenere sempre il titolo nelle loro mani; mentre nel 2004 la squadra ha vinto per la prima ed unica volta nella sua storia anche la Arab Club Basketball Championship, dopo aver avuto la meglio sugli egiziani dell'Al Gezira Cairo con il risultato di 87-79 nella finale.
Il successo più importante nella storia dell'Al-Ittihad arrivò nel 2001, quando la squadra divenne, la prima ed unica squadra proveniente dall'Arabia Saudita, ad aggiudicarsi la vittoria nella FIBA Asia Champions Cup. Dopo aver superato agilmente la fase a gironi, con quattro vittorie in quattro giornate, ha battuto poi in semifinale i siriani dell'Al Wahda Damasco con il risultato di 111 a 94; nella finalissima giocata contro i qatarioti dell'Al-Rayyan Doha dopo aver concluso i quattro quarti con il risultato di 94-94, le Tigri si sono imposte all'over-time con il risultato finale di 103-101, grazie anche alla prestazione da 33 punti, 9 rimbalzi e 5 assist dell'americano Johnny Rhodes.

## Palmares

### Titoli nazionali
Saudi Basketball League:
- Campioni (17): 1995-1996, 1996-1997, 1997-1998, 1998-1999, 1999-2000, 2000-2001, 2003-2004, 2004-2005, 2005-2006, 2006-2007, 2008-2009, 2009-2010, 2010-2011, 2012-2013, 2015-2016, 2016-2017, 2024-2025

Prince Faisal Basketball Cup:
- Campioni (12): 1993, 1994, 1995, 1996, 2000, 2001, 2002, 2003, 2004, 2005, 2006, 2017

Saudi Alnokhbah Championship:
- Campioni (10): 1996, 2000, 2001, 2002, 2004, 2005, 2007, 2009, 2012, 2014

### Titoli internazionali
FIBA Asia Champions Cup
- Campioni (1): 2001
- Finalista (2): 2000, 2002

Arab Club Basketball Championship
- Campioni (1): 2004
- Finalista (1): 2006

Gulf Basketball Clubs Championship
- Campioni (5): 1997, 1998, 1999, 2000, 2005

## Roster attuale
Il roster per la stagione 2024-2025 
|    | Naz.                                            | Ruolo | Sportivo            | Anno | Alt. | Peso |  |
| -- | ----------------------------------------------- | ----- | ------------------- | ---- | ---- | ---- |  |
| 00 | Arabia Saudita (bandiera)                       | PG    | Fahad Belal         | 1991 | 181  | 78   |  |
| 0  | Arabia Saudita (bandiera)                       | G     | Osama Albargawi     | 1998 | 188  | 88   |  |
| 2  | Sudan del Sud (bandiera) · Australia (bandiera) | C     | Makur Maker         | 2000 | 212  | 107  |  |
| 4  | Arabia Saudita (bandiera)                       | C     | Mohammed Al Marwani | 1989 | 206  | 88   |  |
| 5  | Stati Uniti (bandiera)                          | G     | Keron DeShields     | 1992 | 190  | 88   |  |
| 6  | Arabia Saudita (bandiera)                       | PG    | Mathna Almarwani    | 1992 | 186  | 80   |  |
| 7  | Stati Uniti (bandiera)                          | AP    | Tevin Mack          | 1997 | 198  | 103  |  |
| 8  | Arabia Saudita (bandiera)                       | AP    | Mustafa Alhwsawi    | 1998 | 199  | 87   |  |
| 9  | Arabia Saudita (bandiera)                       | PG    | Yasir Aljohani      | 1990 | 182  | 77   |  |
| 10 | Arabia Saudita (bandiera)                       | G     | Nasser Alabsi       | 1993 | 183  | 82   |  |
| 15 | Nigeria (bandiera)                              | AG    | Suleiman Braimoh    | 1993 | 203  | 104  |  |
| 23 | Arabia Saudita (bandiera)                       | G     | Abdulrahman Fallata | 2000 | 183  | 79   |  |
| 32 | Arabia Saudita (bandiera)                       | AP    | Mohammed Kadi       | 1998 | 192  | 85   |  |
| 39 | Arabia Saudita (bandiera)                       | AG    | Abdullah Fallatah   | 1986 | 196  | 93   |  |
| 77 | Arabia Saudita (bandiera)                       | PG    | Mustafa Ibrahim     | 2001 | 185  | 80   |  |

### Staff tecnico
| Ruolo           | Nome             |
| --------------- | ---------------- |
| Capo Allenatore | Slobodan Subotić |
| Assistente      | Abdallah Hijazi  |